# Оберморшвир
Оберморшвир (фр. Obermorschwihr) — коммуна на северо-востоке Франции в регионе Гранд-Эст (бывший Эльзас — Шампань — Арденны — Лотарингия), департамент Верхний Рейн, округ Кольмар — Рибовилле, кантон Вендзенем. До марта 2015 года коммуна в составе кантона Вендзенем административно входила в состав округа Кольмар.

## История
Оберморшвир впервые упоминается в 913 году под названием Kuehusen. В 1090 году был основан монастырь Марбах. С XIV веке регион пострадал от противостояния Арманьяков с Бургиньонами, Крестьянской и Тридцатилетней войны. В 1855 город пережил эпидемию холеры.

## Географическое положение
Коммуна расположена приблизительно в 380 км к востоку от Парижа, в 75 км юго-западнее Страсбурга, в 9 км к юго-западу от Кольмара. Код INSEE коммуны — 68244.
Площадь коммуны — 1,59 км², население — 379 человек (2006) с тенденцией к стабилизации: 364 человека (2012), плотность населения — 228,9 чел/км².

## Население
Численность населения коммуны в 2011 году составляла 365 человек, а в 2012 году — 364 человека.
| 1962 | 1968 | 1975 | 1982 | 1990 | 1999 | 2006 | 2007 | 2008 | 2010 | 2011 | 2012 |
| ---- | ---- | ---- | ---- | ---- | ---- | ---- | ---- | ---- | ---- | ---- | ---- |
| 359  | 330  | 376  | 371  | 354  | 358  | 379  | 379  | 381  | 365  | 365  | 364  |

Динамика населения:

## Экономика
В 2007 году среди 234 человек в трудоспособном возрасте (15-64 лет) 161 были экономически активными, 73 — неактивными (показатель активности — 68,8 %, в 1999 году было 69,5 %). Из 161 активных работали 152 человека (80 мужчин и 72 женщины), безработных было 9 (3 мужчин и 6 женщин). Среди 73 неактивных 11 человек были учениками или студентами, 35 — пенсионерами, 27 были неактивными по другим причинам.
В 2010 году из 223 человек трудоспособного возраста (от 15 до 64 лет) 169 были экономически активными, 54 — неактивными (показатель активности 75,8 %, в 1999 году — 69,5 %). Из 169 активных трудоспособных жителей работали 158 человек (82 мужчины и 76 женщин), 11 числились безработными (5 мужчин и 6 женщин). Среди 54 трудоспособных неактивных граждан 15 были учениками либо студентами, 24 — пенсионерами, а ещё 15 — были неактивны в силу других причин.
На протяжении 2011 года в коммуне числилось 152 облагаемых налогом домохозяйства, в которых проживал 361,5 человек. При этом медиана доходов составила 23856 евро на одного налогоплательщика.

## Достопримечательности (фотогалерея)
- Католическая церковь Сен-Филипп-э-Сен-Жак (XII—XIII века). Церковь была построена на месте часовни Сен-Жак X века. Исторический памятник с 1996 года[13]
  - Кафедра (XVIII век). Исторический памятник с 1980 года[14]
- Аббатство Марбах (XI век). Исторический памятник с 1988 года[15]
- Крест в виде трилистника на площади Республики (XVIII век). Изготовлен из жёлтого песчаника

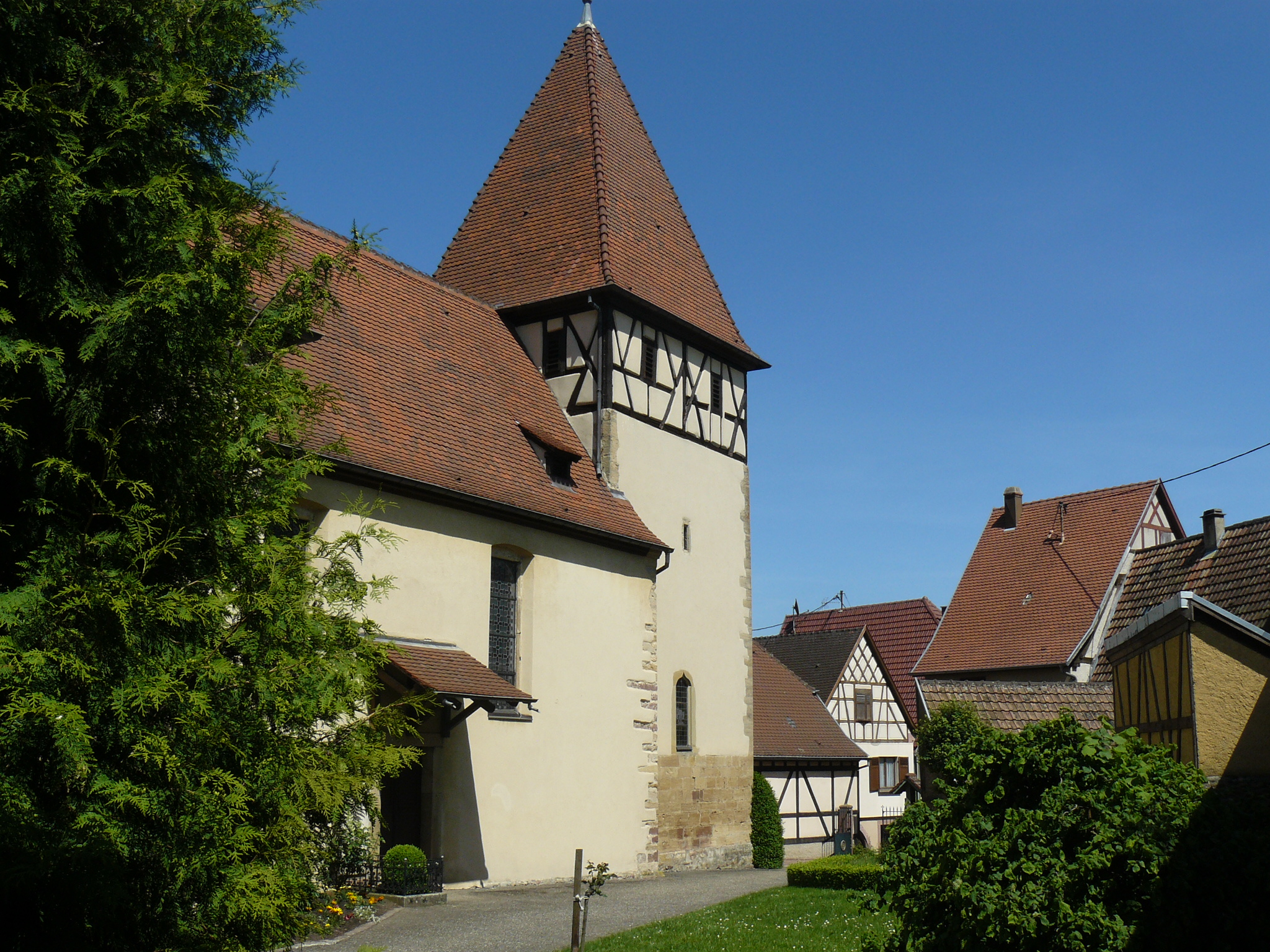
Церковь Сен-Филипп-э-Сен-Жак (1720)
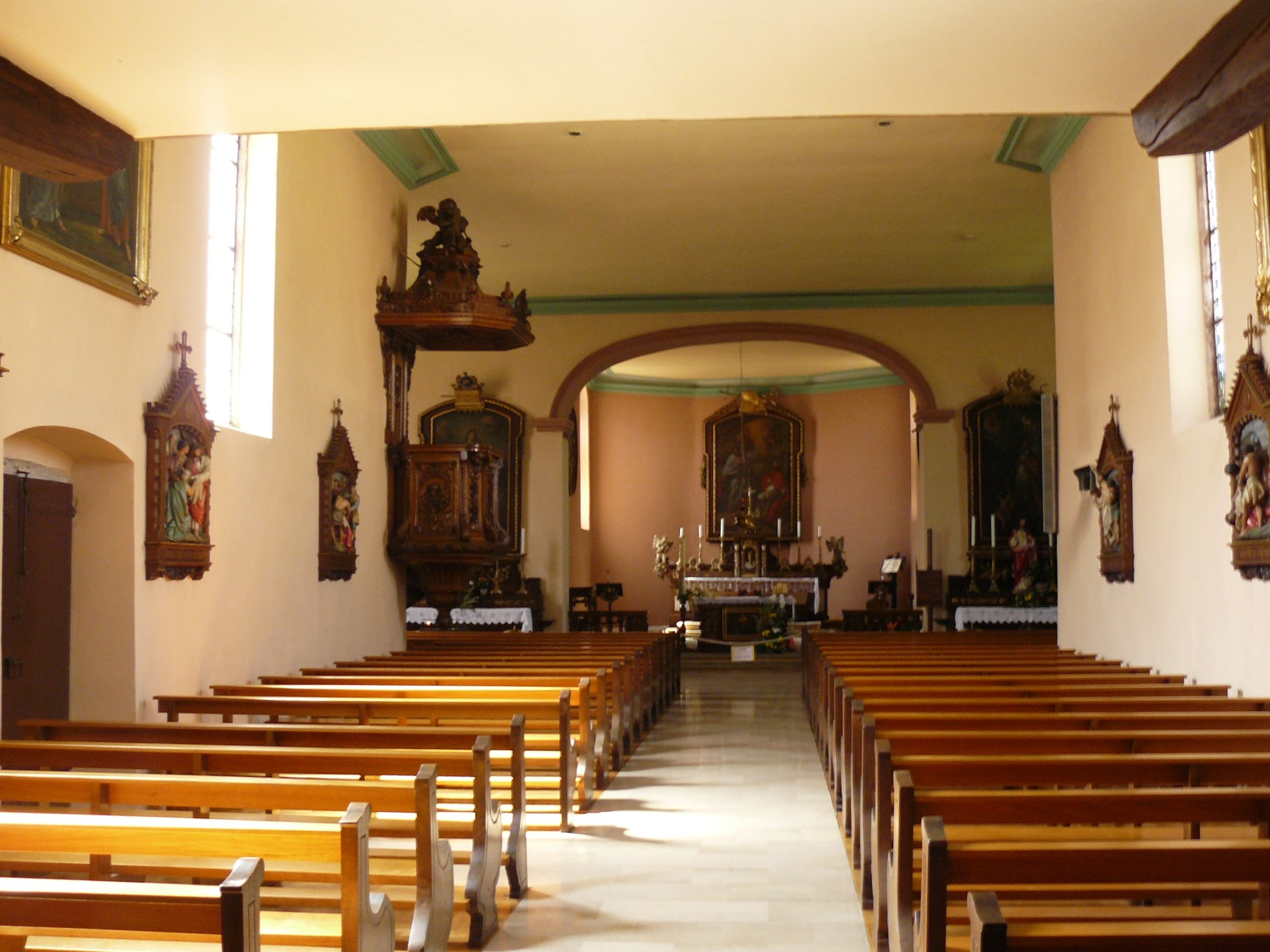
Интерьер
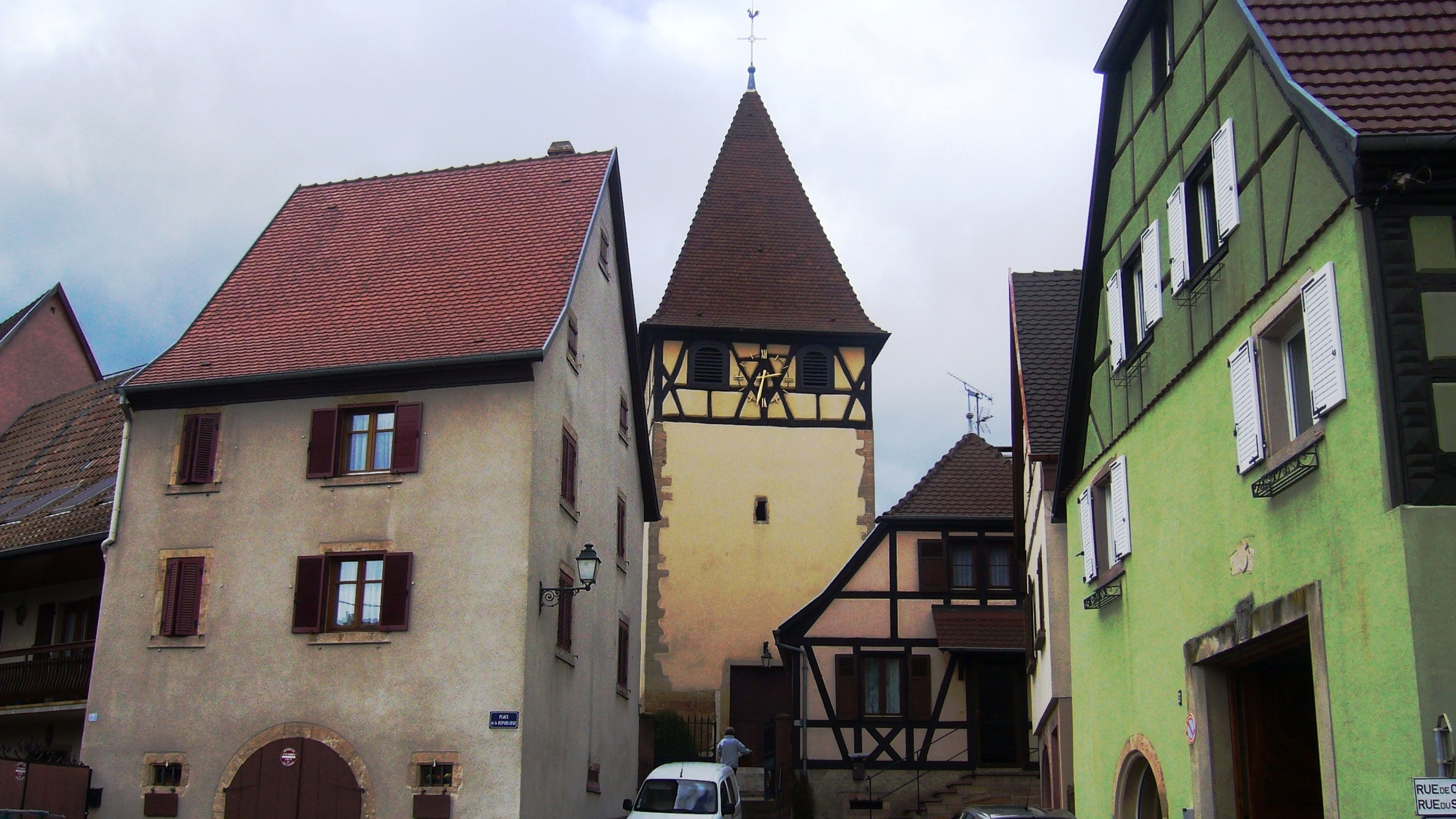
Колокольня
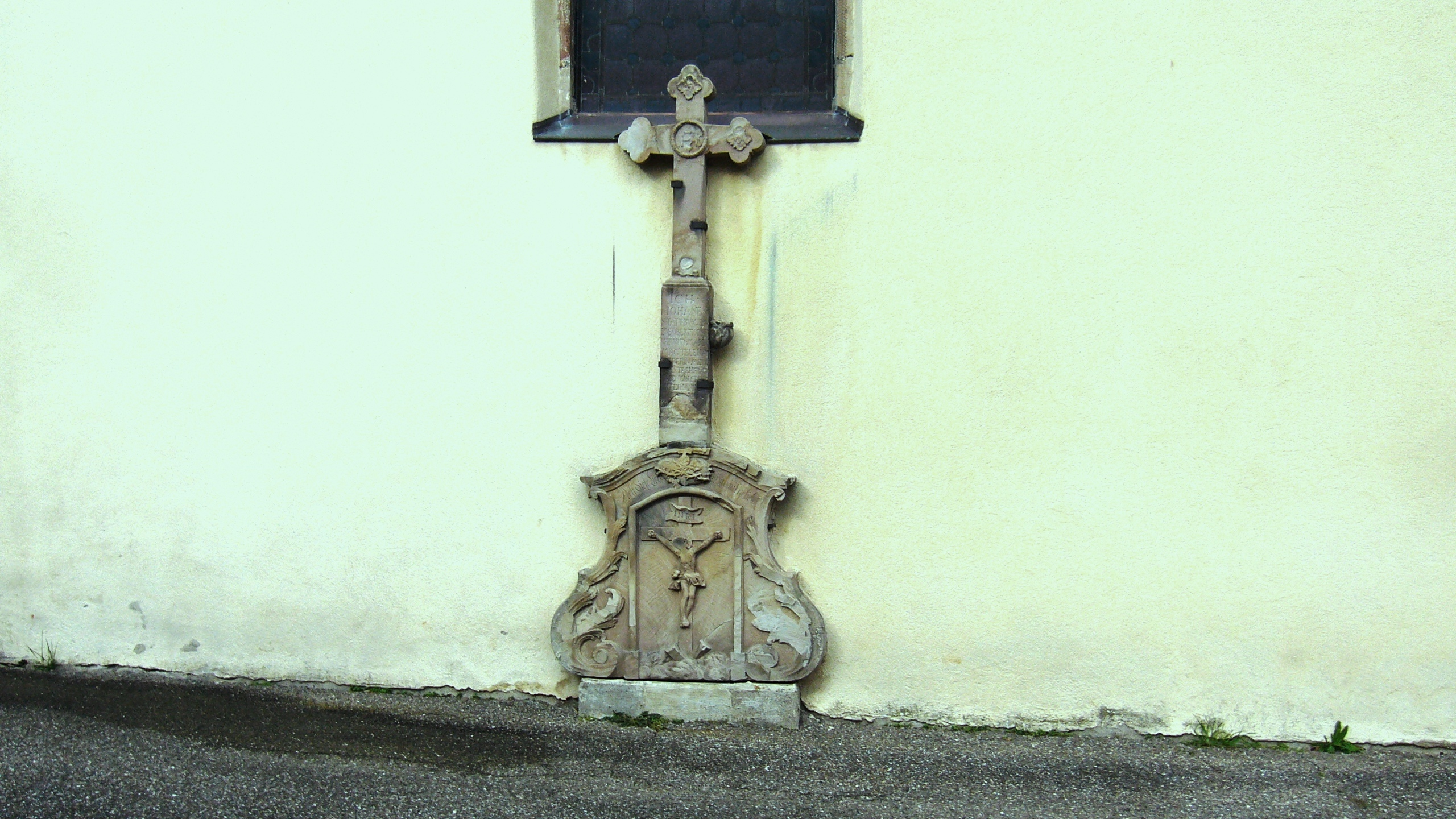
Крест на площади Республики
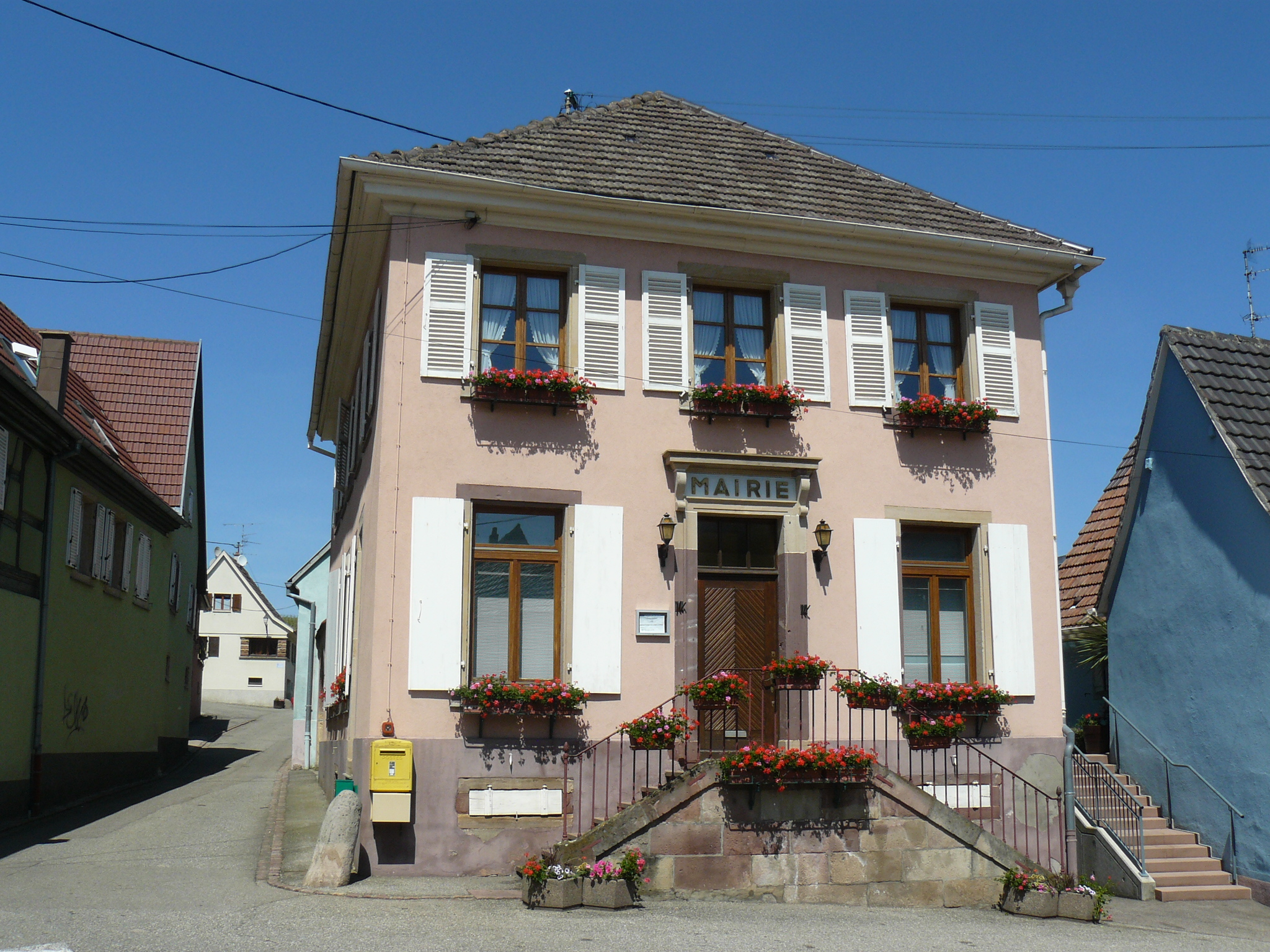
Здание мэрии